# Breton trégorrois
Comme pour les autres aires dialectales de la langue bretonne, le breton du Trégor ne représente pas un idiome homogène, parlé uniformément d'un bout à l'autre du domaine trégorrois. Cependant, certains traits phonologiques, morphologiques ou lexicaux qui se manifestent avec plus ou moins d'intensité selon les lieux, différencient  le Trégor des autres régions bretonnantes.  Les idiomes parlés à Lannion, Tréguier, Guingamp, Paimpol présentent de notables différences entre eux. Sur la base des deux premiers a été élaboré un dialecte de référence, dont l'abbé Le Clerc  a publié une grammaire normative au début du XXe siècle.
Le dialecte du Goëlo, souvent classé à part du fait que cette région appartenait au diocèse de Saint-Brieuc, et non de Tréguier, doit être considéré comme une simple variante du trégorrois. Le petit nombre de traits particuliers qui le distinguent (notamment pour l'idiome très typé de l'île de Bréhat) ne sont souvent qu'une accentuation des tendances observées en Trégor .

## Le trégorrois
Le trégorrois se distingue des autres variétés de la langue bretonne par une série de traits particuliers:

### Phonétique
- le -n final du possessif hon (notre) et de l'adverbe ken (autant) se conserve devant toutes les consonnes, sans évoluer en -r (rhotacisme), ou -l (lambdacisme) devant l. On a ainsi hon ki (ailleurs: hor c'hi), hon leue (ailleurs: hol leue). En ce qui concerne les articles an et un, on a ar et ur devant consonne non dentale, comme ailleurs; mais les formes al et ul sont inconnues.
- le -n final résiste également dans la préposition primitive en (dans) se conserve sous cette forme, alors qu'elle se réduit à e dans les autres dialectes. Il n'y a donc pas de contraction avec l'article, et l'on a en ar (ou  'n ar) au lieu de er.
- le h initial a conservé une très forte aspiration, et ne se distingue plus vraiment de c'h dans la même position (par ex. dans had, heiz). On dira donc en trégorrois ha Herve et non pas hag Herve.
- au contraire du léonard, le z intervocalique ou final n'est généralement pas prononcé, comme en cornouaillais et en vannetais: bezañ et gortoz sont prononcés /bean/ et /gorto/. (Il s'agit du phonème noté « z », issu d'un ancien « d » : les z de noz, izel, kaoz... du peurunvan se prononcent.)
- le phonème noté « w » est généralement prononcé /w/: war (sur) se prononce /war/, et non /var/ (Léon, Cornouailles) ou /ar/ (Vannetais). Il ne prend jamais la valeur de /ü/ semi-consonantique dans les groupes gue, gui. Le trégorrois a conservé, à l'instar du gallois et du cornique et à la différence du léonard la distinction entre v < bh et w. Il dit aval (pomme) < abhalo mais awel (vent) < auuelo là où le léonard dit aval et avel.
- la désinence -où (pluriel...) se prononce /o/.
- les finales nasalisées issues des anciens « ff »  du moyen-breton sont très bien conservées, aussi bien dans les infinitifs (skrivañ) que dans les comparatifs (koshañ); et de même derrière i (krediñ).
- les s- initiaux sont prononcés /z/ : sant /zãnt/, les f- initiaux par un /f/ très faible (mais bien différend du /v/) : forc'h.
- le -v final, généralement vocalisé en /o/ ou /u/ dans les autres dialectes, est articulé /w/, voire /f/ dans le Goëlo où l'on entend /pif/ pour piv (qui?), /ataf/ pour atav (toujours).
- -ao-, -ae- se réduisent généralement à /ô/ et /ê/ de même que -oa- à /â/ comme pour blâvezh au lieu de bloavezh.

### Morphologie et syntaxe
- les terminaisons du futur sont différentes. Le futur en moyen breton était -homp, -het, -hont. Le trégorrois a évolué de H vers F (formes en -fomp, -fet, -font, ...). (Comparer avec les formes -ahomp, -ahet, -ahont du vannetais et du goëloard, dues à l'apparition d'un -a- de liaison (prononcé /e/).)
- le verbe "avoir" a développé une forme originale à la première personne du pluriel: meump, en face de hon eus.
- la conjugaison des prépositions gant et da présentent des formes particulières aux deux premières personnes du pluriel: dimp, dac'h, genimp, genac'h en face de deomp, deoc'h, ganeomp, ganeoc'h.
- la lénition de  d en z ne se fait généralement pas là où elle est la règle dans autres dialectes (par exemple: ar paotr a dañs); il y a toutefois d'importantes fluctuations: on dit Mab da Doue, mais ar c'hras a Zoue.
- après le possessif hon, le trégorrois fait habituellement la mutation spirante : là où le léonard et le cornouaillais emploient majoritairement hon ti et le vannetais hun ti (hon zi tout de même en Cornouaille à Berrien, Crozon, Ploaré/Douarnenez, Plounévézel, et hun zi(y) en Vannetais à Saint-Allouestre, St_jean-Brévelay, Grand-Champ, Locqueltas et Ploeren) le trégorrois dit hon zi (ce hon se prononce d'ailleurs plutôt comme om(p)).
- la distinction entre les particules préverbales a et e est souvent négligée au profit de a. Devant voyelle, ces particules développent une aspiration pour éviter le hiatus. On a ainsi Me ac'h a (je vais), en face de Me a ya; Disul ec'h in (dimanche, j'irai), en face de Disul e yin ou Disul ez in.
- devant voyelle, la négation ne ne s'élide pas, mais se développe en nen ou nan (cf. la célèbre hymne de saint Yves: "Nan eus ket e Breizh...", souvent corrompue en "Nann, n'eus...").
- l'emploi du pronom personnel objet indépendant s'est généralement perdu au profit de la forme conjuguée avec la préposition a: Me 'gar anezhi (pron. aneï), plutôt que M'he c'har.